# Lennon Legend: The Very Best of John Lennon
Lennon Legend: The Very Best of John Lennon es el tercer álbum recopilatorio oficial de la carrera musical de John Lennon, tras Shaved Fish y The John Lennon Collection.
A diferencia de los dos álbumes anteriores publicados, Lennon Legend: The Very Best of John Lennon incluye éxitos extraídos del álbum póstumo de 1984 Milk and Honey, por lo que es considerado como el recopilatorio definitivo de John Lennon.
El álbum fue publicado en el Reino Unido en 1997 y a principios de 1998 en Estados Unidos.
Lennon Legend: The Very Best of John Lennon alcanzó el puesto #3 en las listas de éxitos británicas y el #65 en las de Billboard, donde sería certificado como disco de oro. El álbum volvió a entrar en las listas británicas el 18 de junio de 2007, casi diez años después de su edición, en el puesto #30.
Lennon Legend: The Very Best of John Lennon fue publicado en DVD en 2003 como una serie de videos musicales remasterizados y remezclados con sonido Dolby Digital 5.1.

## Lista de canciones
Todas las canciones compuestas por John Lennon excepto donde se anota.
1. "Imagine" - 3:02
2. "Instant Karma!" - 3:20
3. "Mother (Single Edit)" - 3:53
4. "Jealous Guy" - 4:14
5. "Power to the People" - 3:17
6. "Cold Turkey" - 5:01
7. "Love" - 3:23
8. "Mind Games" - 4:11
9. "Whatever Gets You Thru the Night" - 3:19
10. "#9 Dream" - 4:46
11. "Stand by Me" (Ben E. King/Jerry Leiber/Mike Stoller) - 3:27
12. "(Just Like) Starting Over" - 3:55
13. "Woman" - 3:26
14. "Beautiful Boy (Darling Boy)" - 4:00
15. "Watching the Wheels" - 3:31
16. "Nobody Told Me" - 3:33
17. "Borrowed Time" - 4:30
18. "Working Class Hero" - 3:49
19. "Happy Xmas (War Is Over)" (John Lennon/Yōko Ono) - 3:33
20. "Give Peace a Chance" (John Lennon/ Paul McCartney) - 4:52

## Lista de éxitos
| País           | Lista             | Lista   | Lista         |
|                | Posición más alta | Semanas | Certificación |
| -------------- | ----------------- | ------- | ------------- |
| Reino Unido    | 3                 | 44      |               |
| Austria        | 5                 | 16      |               |
| Suiza          | 13                | 8       |               |
| Finlandia      | 22                | 4       |               |
| Suecia         | 28                | 4       |               |
| Japón          | 46                | 53      |               |
| Estados Unidos | 65                | 9       | Oro           |